# 노모토 야스타카
노모토 야스타카(일본어: 野本 泰崇, 1986년 4월 27일 ~ )는 일본의 전 축구 선수이다.

## 구단 경력
과거 FC 기후에서 활동하였다.